# Jan en Piet Museum
Het Jan en Piet Museum was een creatieve broedplaats met een expositie annex atelierruimte in Haarlem. Het opende op 30 oktober 2005 in een leegstaand bedrijfsgebouw aan de Dijkstraat 10 in Haarlem-Oost. Het museum sloot de deuren op 1 september 2019.

## Beschrijving
De directie bestond uit de kunstenaars Jan Heijer en Piet Zwaanswijk. Iedere eerste zondag van de nieuwe maand stelden ze het museum open. 
Het museum kwam voort uit cultuurcentrum 'de Fietsznfabriek' in Haarlem, dat was opgericht door Frans Fiets. Het huisde in het voormalige monumentale fabrieksgebouw van drukkerij Vernhout & Van Sluyters. Zwaanswijk had samen met Leon Fortgens 'De Fietz' overgenomen. Na de sluiting van de Fietsznfabriek betrok het duo Heijer en Zwaanswijk een leegstaand deel van het complex. Dat staat sindsdien op de nominatie plaats te maken voor nieuwbouw. Plannen daar voor liggen in september 2019 nog op de tekentafel. Omdat de veiligheid van installaties en gebouwen tekort schoot besloot de gemeente het grootste deel van het complex te slopen. 

## Vrijplaats
Het Jan en Piet Museum werd gezien als een laatste Haarlemse culturele vrijplaats. Drank werd tegen kostprijs verstrekt en toegang werd niet geheven. In de loop van de tijd exposeerden er honderden bekende en onbekende kunstenaars. Ieder kon zich voor een expositie aanmelden, er werd geen selectie toegepast. Exposanten hoefden ook niet te betalen. Iedere expositie werd opgeluisterd door performances, veelal muzikaal van aard. 

## Badmutz
Buiten openingstijden was het onderkomen het atelier van houtkunstenaar Jan Heijer en Piet Zwaanswijk hanteerde er overwegend de kwast. Het gebouw diende ook als broedplaats voor diverse, vooral Haarlemse, cultuurmanifestaties. Samen met kunstvrienden werden er voorstellingen van de theatergroep Badmutz (ook wel geschreven als Badmuts of Badmudz) bedacht. De meeste voorstellingen zagen eenmalig het daglicht op Eerste of Tweede Paasdag onder de titel Paas meubel show.